# Fulgora
Pour le genre d'insecte, voir Fulgora (hémiptère).

Dans la mythologie romaine, Fulgora était la personnification de la foudre et présidait aux éclairs. Elle fait partie des Di indigetes. Elle est mentionnée par Sénèque et Saint Augustin, aux côtés de la déesse Populonia. En invoquant les deux déesses, on leur demandait la protection contre les ravages du tonnerre et de la foudre. Son équivalent dans la mythologie grecque est la déesse Astrapé.
Peu d'indications sont données sur sa famille, Sénèque écrivant cependant que Fulgora est veuve. 